# کاتارژینا اسکوروپا
کاتارژینا اسکوروپا (انگلیسی: Katarzyna Skorupa؛ زادهٔ ۱۶ سپتامبر ۱۹۸۴) بازیکن والیبال اهل لهستان است. وی بخشی از تیم ملی والیبال زنان لهستان بود. وی در بازیهای المپیک تابستانی ۲۰۰۸ پکن، با تیم ملی شرکت کرد.او تا سال ۲۰۱۶ در تیم ایموکو والی(Imoco Volley Conegliano) بازی می‌کرد. وی آشکارا لزبین است.

## باشگاه‌ها
- فارموتیل (۲۰۰۸)
- باشگاه والیبال زنان فنرباغچه (۲۰۱۵–۲۰۱۶)
- ایموکو والی (۲۰۱۶–۲۰۱۷)
- آگیل والی (۲۰۱۷–۲۰۱۸)
- والیبال کسل مجیری (2018–تاکنون)